# 桜色

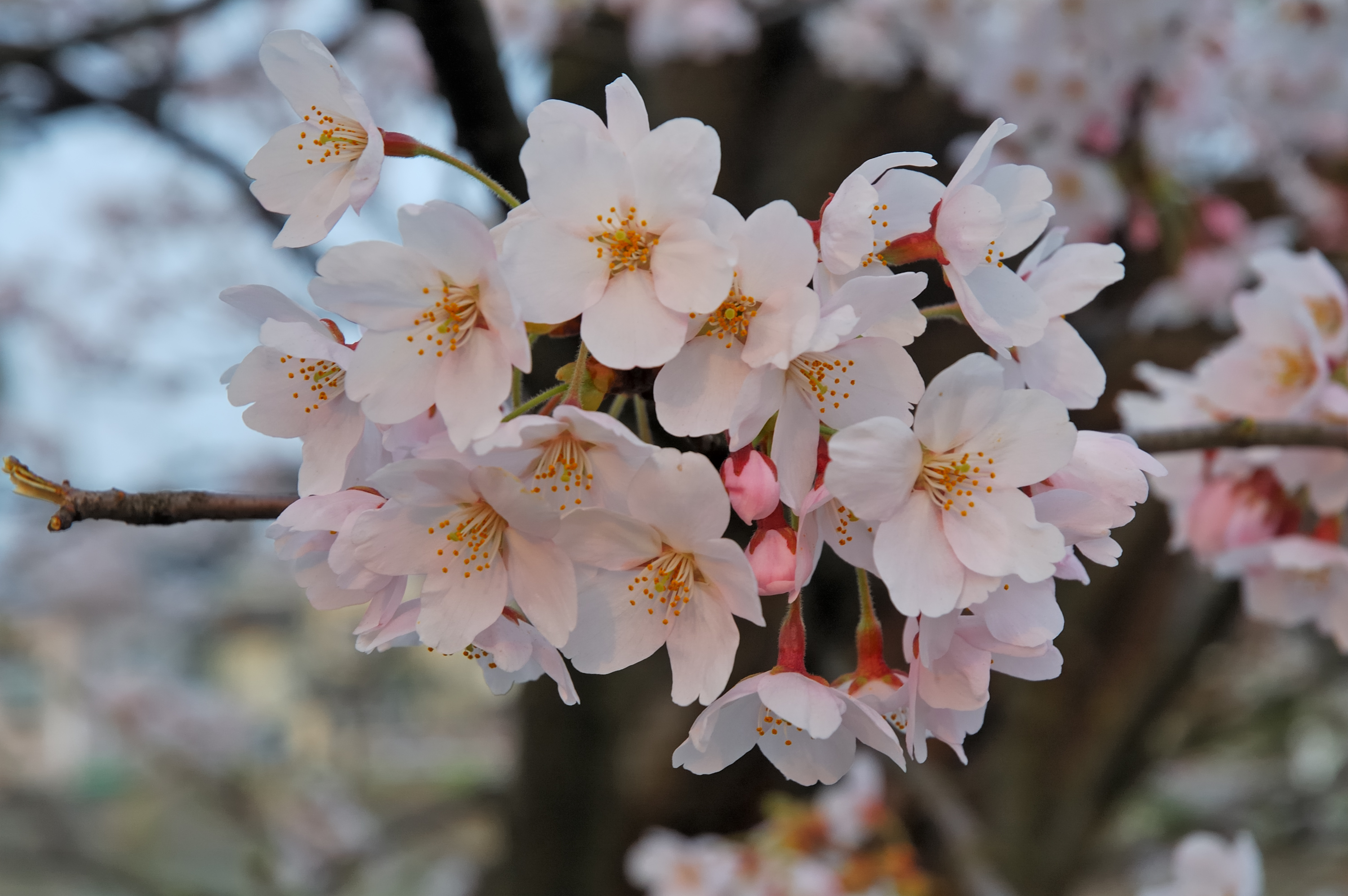
桜 (ソメイヨシノ) の花

桜色（さくらいろ）とは、ソメイヨシノなど、日本産桜の園芸種の花弁にイメージされる淡紅色である。
言葉は似ているが、英語の「チェリー」はさくらんぼの果皮の色に由来する語であり、全くの別物である。チェリーは濃い赤である。

## 桜色に関する事項
「薄紅色（さくら色）は幸せを感じさせる色で、癒しと安眠サポートに効果がある」という研究結果から、シャープ社は「さくら色LED照明」の商品化に至った。

## 近似色
- ピンク
- 一斤染め
- 桃色